# Monomorium macrops
Monomorium macrops is een mierensoort uit de onderfamilie van de Myrmicinae. De wetenschappelijke naam van de soort is voor het eerst geldig gepubliceerd in 1944 door Arnold.